# Capilla de la Virgen del Socorro (Antequera)
La capilla de la Virgen del Socorro es una capilla situada en la localidad malagueña de Antequera, España. 

## Descripción
Esta singular capilla callejera, construida en 1715 (posiblemente aprovechando otra anterior), está dedicada, junto a otras repartidas por toda la ciudad, a difundir la devoción a la Virgen del Socorro, imagen de dolorosa que se venera en la cercana Iglesia de Santa María de Jesús. Su función específica también se ha relacionado con las posas americanas, en el sentido de servir de parada ritual durante el desarrollo de la Semana Santa.
Arquitectónicamente es de una gran origianalidad, presentando dos plantas de galerías abiertas y un ático cerrado a manera de cubo coronado por un tejadillo a cuatro aguas. En su fábrica se combina la piedra y el ladrillo vitolado mezclado con las superficies caleadas de blanco.
El aspecto actual de monumento, que sufrió diversas restauraciones a lo largo de este siglo, se debe a la intervención llevada a cabo en 1963 por Francisco Pons Sorolla. Este mismo arquitecto urbanizó todo el ámbito de la Plaza del Portichuelo, siguiendo los criterios utilizados en la época para la remodelación de cascos históricos.